# Голица (Украйна)
 Тази статия е за селото в Югозападна Украйна.  За селото в Поморийско вижте Голица.  
Голица (на украински: Голиця, на руски: Голица) е село в Украйна, разположено в Болградски район, Одеска област. Землището на селото е с площ от 2.33 км2. Населението му през 2008 година е 863 души, предимно българи.

## География
Селото се намира в историческата област Буджак (Южна Бесарабия). Разположено е на 35 метра надморска височина, северозападно от Кирнички, южно от Виноградне и североизточно от Банивка.

## История
Селото е основано от българи, които се преселват в Руската империя през 1830 година от едноименното село Голица (Варненска област, България). Известният български етнограф Любомир Милетич разказва за жителите на две големи села в Централноизточна България – Еркеч и Голица:
| „ | Голичани и Еркечани са охранявали Балканския проход към Бяла река, във връзка с което са имали някои привилегии у султана и плащали символични данъци. Те се отличават от другите българи с това, че са по-силни, известни са като упорити, смели и предприемчиви хора. Освен тези качества, и най-главното, че са физически добре сложени, те са били много добри колонизатори. | “ |

Л. Милетич в своите трудове също така отбелязва:
| „ | Старите хора в село Аврен (Варненски окръг), което е заселено с българи от Еркеч и Голица, разказват, че няколко години преди началото на Руско-турската война от 1828 г. турците нападат на село Еркеч, малко преди жители му да се дочакат идването на руските войници. След идването на руските войски, голяма част от жителите на селото ги следват в Русия. | “ |

Потомците на тези две села живеят в около 30 други села във Варненско, Провадийско, Добричко и Балчишко. И само едно от селата, именно това, което е основано в Русия, носи името Голица. Според няколко източници коренът на думата „голица“ идва от „Гола местност, чисто поле“. Колонията в Русия е известна и под друго название – Кара-Марин (Карамарин). Смята се, че това е името на първия преселеник.
Първоначално се преселва голяма група българи. През 1832 година в селото живеят 138 семейства, но през 1835 година тяхното количество намалява до 42 семейства. Най-вероятно, че по-голямата част от семействата се завръщат в своята прародина. През 1847 година семействата са вече 93, а цялото население наброява 553 души. Голичани получават значителен парцел (4720 десетини). През 1859 година в селото живеят около 764 жители (403 мъже и 361 жени). През 1871 година – 1121 жители (607 мъже и 534 жени).
През 1853 година се отваря първото училище, което е в подчинение на Дирекцията на народните училища в Бесарабската губерния. Броят на ученици е 57, от тях 50 момчета и 7 момичета. През 1918 година училището получи статус начално. Обучението е на румънски език. От 1943 година в селото отваря врати 7-годишно (румънско) училище, а от 1 септември 1944 година, след установяването на съветската власт в Бесарабия, преподаването в училището преминава на руски език. През 1953 година училището получава статус средно училище.
През 1847 година в селото е построена църква, която през 1963 година се затваря и се използва като складово помещение. По-късно, благодарение на селските жители и с помощта на колхоза „Русия“ църквата е реставрирана, а през 1989 година, в деня на Св. Димитър, тя отвори своите врати за населението.
Ярко изразени революциони настроения сред населението на селото не се наблюдават. На 19 юни 1918 година местните жители се отказват от заемането на длъжности, свързани с управлението на селото. На общо събрание на селото те изразяват недоволството си и недоверие към съществуващата румънско-германска власт.
През 1933 година е построена парова мелница, която работи на слама. За мелене на зърно тук идват жители от целия окръг. Собственик на мелницата е Иван Леонтиевич Ефременко.
През 1940 година в селото се установява съветска власт. По време на Втората световна война военни действия на територията селото не е имало.
През 1946 година в Голица започва колективизация. Въз основа на стопанствата на 30 семейства е организиран първият колхоз „Калинин“ с председател Василий Василевич Йоргов.
Същата година се образуват още два колхоза: „Фрунзе“, с председател Фьодор Фьодорович Рижий, и „Кутузов“, с председател Дрозденко.
Първоначално земята се работи с помощта на коне и волове. Засяването на пшеница, овес и царевица се върши на ръка. През май 1951 година е образуван един голям колхоз „Русия“.
Периода между 1946 и 1947 година са най-трагичен години за селото. Глад унищожава много хора. Назначените от властите „ястребки“ (така ги наричат хората) ходят от къща на къща и изземват всичкото зърно от селяните. За да оцелеят, хората ядат каквото им падне: кучета, котки, коне, различни треви. Трупове на починалите от глад погребват в обща яма. През 1949 година в селото е образувана машинно-тракторна станция, която през 1958 година наброява 105 трактора и обслужва селата Виноградное, Ореховка и Островное.
При образуването на колхоз „Русия“ с общо стопанство 7000 хектара земя, започват да действат помощни предприятия – мелница, дъскорезница, битов комбинат, свиноферма, птицеферма, предприятие за производство и продажба на млечни продукти, ферма за едър рогат добитък, овцеферма.
През 1992 година колхоз „Русия“ реформиран в КСП „Голица“ с председател Ахмед Исмаилов Магомедович, през 1995 година предприятието реорганизирано и става Акционерно дружество „Голица“.
През 2000 година „Голица“ АД се разпада. Като резултат се образуват нови предприятия: СПК „Мрия“, СПК „Голица“. През 2003 година стопанството отново е реорганизирано в СПК „Карамарин“. През 2005 година, след нова реорганизация, то става „Карамарин“ ООД с директор Демян Иванович Недялков.
На 30 октомври 2004 година в помещението на училището тържествено отваря врати историко-етнографски музей на селото. Голям принос в създаването на музея има Жана Дмитриевна Андреева (украинка по националност, родена в с. Голица, учителка по история, география и икономика), финансовата поддръжка е от страна на меценат-родолюбец Иван Петрович Петров.

## Население
| Година | Население |
| ------ | --------- |
| 1930   | 3388      |
| 2001   | 1506      |
| 2008   | 863       |

Според данни от 1 януари 2008 година, селото наброява 614 двора, общо 863 жители, от които деца – 128, работоспособни – 215, пенсионери – 448, инвалиди – 15, фермери – 57 души. В селото живеят предимно българи, по-малък дял са молдовани и руснаци.

### Езици
Численост и дял на населението по роден език, според преброяването на населението през 2001 г.:
| Роден език | Численост | Дял (в %) |
| Общо       | 1506      | 100.00    |
| Български  | 1380      | 91.63     |
| Руски      | 44        | 2.92      |
| Украински  | 44        | 2.92      |
| Молдовски  | 19        | 1.26      |
| Гагаузки   | 8         | 0.53      |
| Арменски   | 6         | 0.39      |
| Беларуски  | 1         | 0.06      |
| Иврит      | 1         | 0.06      |
| Други      | 4         | 0.26      |